# 宇文允
宇文允（？—581年），字乾仕。周武帝宇文邕的第四子，母亲厍汗姬。
初封曹国公。建德三年二月丁酉（574年3月14日），进爵为曹王，仍柱国。581年，杨坚辅政，篡位建立隋朝。不久与其兄弟宇文充、宇文兑、宇文元等为隋文帝所害，国除。

## 资料来源
- 《周書》
- 《北史》

1. ↑  《周書·武帝紀上》：丁酉，紀國公康、畢國公賢、酆國公貞、宋國公實、漢國公贊、秦國公贄、曹國公允並進爵為王。